# Saul Adler
Saul Adler, FRS, OBE, angleško-judovski častnik in zdravnik, * 17. maj 1895, Karelichy, Ruski imperij (danes Belorusija), † 25. januar 1966, Jeruzalem, Izrael.
Adler je doktoriral na Univerzi v Leedsu iz tropskih bolezni. Med letoma 1928 in 1955 je bil profesor za parazitologijo na Hebrejski univerzi v Jeruzalemu.
Leta 1957 je postal član Kraljeve družbe.
1. 1 2  data.bnf.fr: platforma za odprte podatke — 2011.
2. ↑  http://israelphilately.org.il/article_e.asp?id=462